# طلا (فیلم ۱۹۳۴)
«طلا» (انگلیسی: Gold) فیلمی در ژانر علمی–تخیلی است که در سال ۱۹۳۴ منتشر شد. از بازیگران آن می‌توان به فریدریش کایسلر اشاره کرد.